# Stazione di Parco San Paolo
La stazione di Parco San Paolo sarà una stazione della linea 7 di Napoli.

## Descrizione
Originariamente la stazione doveva essere denominata Cinthia, data la vicinanza a Via Cupa Cinthia da cui si origina il Parco San Paolo. I lavori sono stati inaugurati nel settembre del 2017 con la chiusura di viale Maria Bakunin, dove sorgerà l'uscita principale.
Nel corso degli scavi sono stati rinvenuti alcuni reperti archeologici risalenti all'età del Bronzo, rallentando notevolmente i lavori, i quali dovrebbero concludersi entro l'estate 2026.